# NGC 4810
NGC 4810 is een onregelmatig sterrenstelsel in het sterrenbeeld Maagd. Het hemelobject werd op 18 april 1855 ontdekt door de Ierse astronoom William Parsons.

## Synoniemen
- MCG 1-33-23
- ZWG 43.61
- VV 313
- Arp 277
- KCPG 358B
- PGC 43971